# Casa del 42 del Carrer de Sant Joan
La Casa del 42 del Carrer de Sant Joan és un edifici medieval de la vila de Vilafranca de Conflent, de la comarca d'aquest nom, a la Catalunya del Nord.
Com el seu nom indica, és en el número 42 del carrer de Sant Joan, en el sector central - oriental de la vila. Li corresponen la parcel·la cadastral 125.

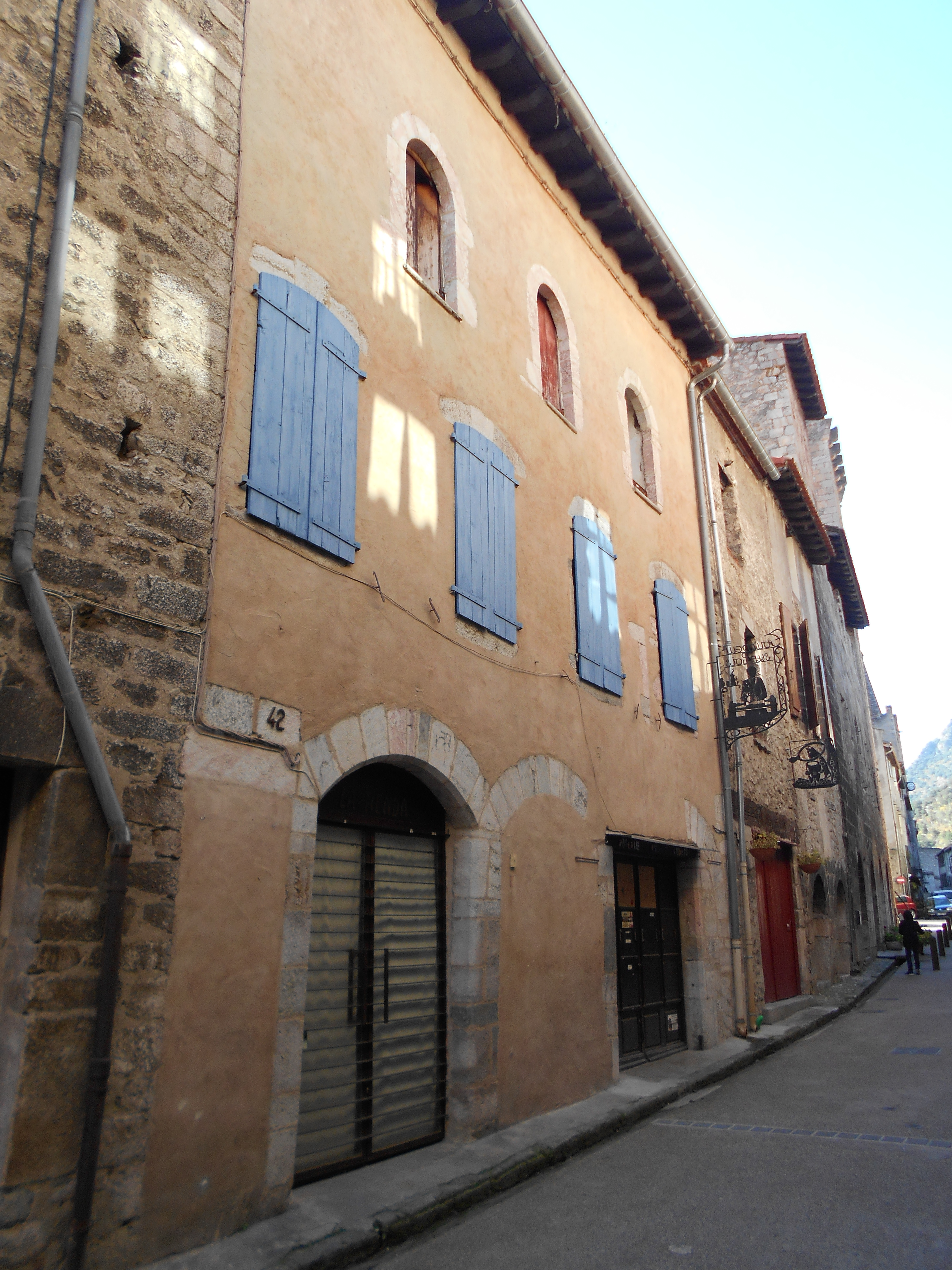
La casa, des de llevant

És un edifici medieval, però fortament remodelat posteriorment. A la planta baixa presenta una arcada de punt rodó amb les arestes vives, tapiada, al costat de ponent i dues de segmentals amb les arestes aixamfranades i les dovelles extradossades, de les quals la de més a llevant conté actualment encara la porta, mentre que l'altra, la del centre és també tapiada. Actualment, una porta de garatge moderna s'obre barroerament entre les dues portes tapiades esmentades. Els nivells superiors de la façana foren remodelats més tardanament.